# 大島丈志
大島 丈志（おおしま たけし、1973年12月11日 - ）は、日本の近現代文学研究者・宮沢賢治研究者。文教大学教授。日本児童文学学会理事。

## 略歴
1973年、東京都生まれ。1998年、埼玉大学教育学部小学校教員養成課程国語専修卒業。2004年、千葉大学大学院社会文化科学研究科（博士課程）日本研究専攻修了、博士（文学）。2014年、『宮沢賢治の農業と文学』で宮沢賢治賞奨励賞受賞。現在、文教大学教授。

## 共著書等
- 「ノストラダムスの子どもたち」（『オカルトの帝国』）青弓社, 2006.11.
- 項目解説「セロ弾きのゴーシュ」他（『宮沢賢治大事典』）勉誠出版, 2007.7.
- 項目解説「宮沢賢治」他（『アプローチ児童文学』）翰林書房, 2008.1.
- 「野村美月　“文学少女”シリーズ――『銀河鉄道の夜』から飛躍する文学少女」（『ライトノベル研究序説』）青弓社, 2009.4.
- 「呪術的世界に生きた「独もみのすきな署長さん」に関する考察」（『闇のファンタジー』）青弓社, 2010.8.
- 項目解説「羅須地人協会時代の音楽と舞踊」他（『宮澤賢治イーハトヴ学事典』）弘文堂, 2010.12.

## 単著
- 『宮沢賢治の農業と文学』蒼丘書林, 2013.6.

## 参考・出典
- 『宮沢賢治の農業と文学』蒼丘書林, 2013.6. 著者紹介
- 文教大学教員一覧.2017年10月8日閲覧。